# Newport (Oregon)

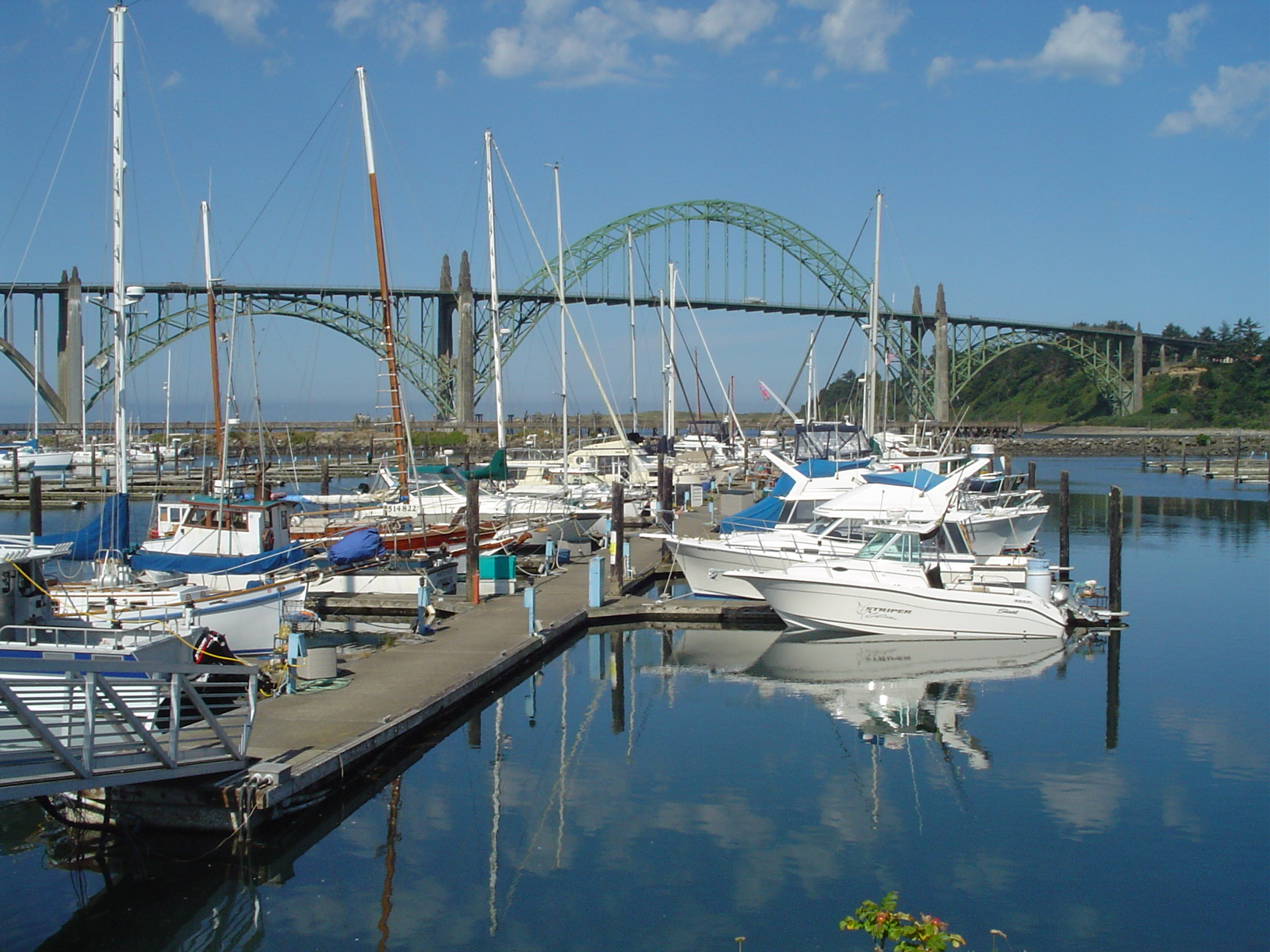
Yaquina Bay en brug op de achtergrond

Newport is een plaats (city) in de Amerikaanse staat Oregon, en valt bestuurlijk gezien onder Lincoln County.

## Geschiedenis
Yaquina Bay lag in het midden van een indianenreservaat. In een verdrag van 1855 kregen de indianen een gebied toegewezen van Tillamook naar de Umpqua. Een militaire post werd opgericht om de afspraken na te komen. Vanaf 1856 kwam het zeilschip Calumet al bij Yaquina Bay aan met voorraden voor de militairen. In 1862 werden bij de baai grote hoeveelheiden oesters ontdekt. Al na een paar jaar waren de oesterbanken leeggevist. Kolonisten mochten zich vanaf 1864 vestigen bij Yaquina Bay en Newport werd officieel op 4 juli 1866 gesticht.
Yaquina Bay bood bescherming voor de schepen die langs de westkust voeren. Het was de enige vluchthaven gunstig gelegen halverwege San Francisco en Puget Sound, een afstand van ongeveer 1.500 kilometer. In 1871 werd de vuurtoren van Yaquina Bay gebouwd ten noorden van de ingang van de baai. De baai kreeg aan het begin van de 20e eeuw golfbrekers om het in- en uitvaren van de schepen veiliger te maken.
Ondanks het ontbreken van goede wegen werd de plaats een populaire bestemming voor toeristen. In 1866 werd Ocean House, het eerste kusthotel in de staat, geopend in Newport. Meer pensions en hotels werden gebouwd om de recreanten onderdak te bieden. Vanaf 1885 bracht een spoorlijn de bezoekers naar Yaquina City en de laatste kilometers naar Newport werden per boot afgelegd. Toerisme is nog altijd een belangrijke economische activiteit, naast visserij, bosbouw en hout.
Tot de jaren 20 van de twintigste eeuw was de plaats alleen per auto te bereiken over het strand en onverharde wegen. De Eerste Wereldoorlog was een aanleiding om een betere weg aan te leggen voor militaire doeleinden. Tussen 1919 en 1936 werd gewerkt aan de Roosevelt Military Highway in Oregon en kreeg Newport een goede aansluiting met de rest van het land. In 1936 werd ook de bouw van de Yaquina Bay-brug afgerond. Voor die tijd werden auto’s en passagiers met veerboten overgezet. Het oude havengebied rond de baai, Bayfront, werd minder belangrijk voor de ontwikkeling van Newport en de commerciële activiteiten concentreerden zich langs Highway 101. Bayfront trekt wel nog steeds veel toeristen aan.

## Demografie
Bij de volkstelling in 2000 werd het aantal inwoners vastgesteld op 9532. In 2006 is het aantal inwoners door het United States Census Bureau geschat op 9896, een stijging van 364 (3,8%).

## Geografie
Volgens het United States Census Bureau beslaat de plaats een oppervlakte van 27,0 km², waarvan 23,0 km² land en 4,0 km² water.

## Bezienswaardigheden
- Het Oregon Coast Aquarium ligt ten zuiden van de Yaquina Bay brug. Het aquarium werd geopend in 1992 en ligt op een 9 hectare groot terrein. Het besteed vooral aandacht aan het zeeleven voor de kust van Oregon. Het was lange tijd de verblijfplaats van Keiko, de orka die de hoofdrol speelde in de film Free Willy.[4]
- Yaquina Bay Lighthouse is de op een na oudste vuurtoren van Oregon. Het werd gebouwd in 1871 direct aan de noordoever van Yaquina Bay. Het is nu een museum.
- In 1936 kwam de Yaquina Bay Bridge gereed. De veerdienst in de baai werd hierdoor overbodig. De brug is gebouwd met art deco en streamline design stijlelementen.

## Plaatsen in de nabije omgeving
De onderstaande figuur toont nabijgelegen plaatsen in een straal van 28 km rond Newport.

## Naslagwerk
- (en)  PINYERD, David, Images of America: Lighthouses and Life-savings on the Oregon coast, 2007, uitgever: Arcadia Publishing, ISBN 978-0-7385-4887-6